# پلوچا (لوزنیتسا)
پلوچا (به صربی: Ploča) یک منطقهٔ مسکونی در صربستان است که در لوزنیسا واقع شده‌است. پلوچا ۹۴۵ نفر جمعیت دارد.